# Předseda vlády Moldavska
Předseda vlády Moldavské republiky (rumunsky Prim-ministrul Republicii Moldova) je hlavou moldavské vlády. Předseda vlády je formálně jmenován moldavským prezidentem a vykonává výkonnou moc spolu s vládou, přičemž podléhá podpoře parlamentu. Dorin Recean vykonává funkci předsedy vlády od 16. února 2023 po rozpuštění vlády Gavrilitsaové, ke kterému došlo v průběhu téhož měsíce.